# برام ولتن
برام ولتن (هلندی: Bram Welten؛ زادهٔ ۲۹ مارس ۱۹۹۷ ‏(۲۷ سال)) دوچرخه‌سوار اهل هلند است.
از باشگاه‌هایی که در آن رکاب زده‌است می‌توان به تیم دوچرخه‌سواری فورتونئو–اسکارو اشاره کرد.